# Excellence (gruppo musicale)
Le Excellence erano un girl group svedese attivo dal 2001 al 2003 e formato da Jenny Bergfoth, Ana Johnsson, Johanna Landt, Malin Olsson e Susanna Patoleta.

## Carriera
Le Excellence sono state messe insieme durante l'edizione inaugurale della versione svedese del talent show Popstars, che hanno finito per vincere.
Il loro singolo di esordio, Need to Know (Eenie Meenie Miny Moe), è entrato direttamente al primo posto della classifica svedese, rimanendo in vetta per cinque settimane consecutive. È stato il settimo singolo di maggior successo del 2001 in Svezia, certificato disco di platino con oltre 30 000 CD venduti. Ha anticipato l'album The Region of Excellence, anch'esso numero uno in classifica e certificato disco d'oro con più di 40 000 vendite.
Nel 2002 le ragazze hanno partecipato a Melodifestivalen, il più seguito festival canoro svedese, utilizzato come selezione del rappresentante nazionale per l'Eurovision Song Contest. Hanno presentato il loro inedito Last to Know, ma non si sono qualificate per la finale. Nello stesso anno hanno realizzato insieme al cantante Markoolio Vi ska vinna!, l'inno ufficiale per la partecipazione svedese ai XIX Giochi olimpici invernali a Salt Lake City.
Prima del loro scioglimento nel 2003, le Excellence hanno piazzato tutti e cinque i singoli da loro pubblicati nella top ten svedese: oltre al loro singolo d'esordio numero uno e a Vi ska vinna! che ha raggiunto il 3º posto, i singoli Lose It All, What's Up? e We Can Dance hanno raggiunto rispettivamente la 5ª, la 10ª e la 9ª posizione nella classifica nazionale.
Fra le cinque ragazze, ha avuto particolare fortuna la carriera musicale di Ana Johnsson, che nel 2004 ha visto il successo internazionale con il singolo We Are.

## Discografia

### Album
- 2001 – The Region of Excellence

### Singoli
- 2001 – Need to Know (Eenie Meenie Miny Moe)
- 2001 – Lose It All
- 2001 – What's Up?
- 2002 – Vi ska vinna! (con Markoolio)
- 2002 – We Can Dance